# アオルノス

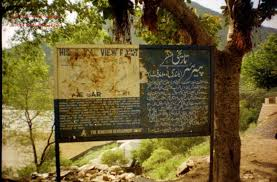
アオルノスの岩の比定地の一つ、パキスタン、ハイバル・パフトゥンフワー州シャングラ地方にある山に設置されている看板

アオルノス（古代ギリシア語: Ἄορνος）は、紀元前326年4月ごろに古代マケドニアのアレクサンドロス大王が生涯で最後の城攻めを行った場所である。アオルノス攻めは、アッリアノスの『アレクサンドロス東征記』第4巻第28章から第30章に記述されており、大王の伝記を書いた古典学者の一人、ロビン・レイン・フォックスによると、「史上最も偉大な攻囲者アレクサンドロスの戦歴におけるクライマックス」とされる。この地は「バクトリアからインダス川へ至るルート上のどこか」にあったものと見られる。

## 史書の記述
アッリアノスによれば、「アレクサンドロスは中央アジアを発ち、軍を率いてインダス川を目指した。いくつもの村や町を攻略したアレクサンドロスに対して、野蛮人どもはアオルノスの岩の上に逃げ込んだ」という。アオルノスの岩は周りの長さが200スタディオン、高さが少なく見積もっても11スタディオンある自然の要害であり、マケドニア軍の中には、ゼウスの息子ヘラクレスでさえも攻略できないであろうという噂が流れ始めた。
アオルノスはアレクサンドロスの補給線の最後の脅威であった。この時補給線はヒンドゥークシュ山脈からバルフにまで伸び切っており、非常に脆弱であった。アッリアノスによれば、アレクサンドロスは祖先のヘラクレスに勝ろうとした。伝承によればヘラクレスはマケドニアでアオルノスと呼ばれた要塞を奪取することが出来なかった。アッリアノスによればこの岩の頂上は平らで、天然の泉があり、作物を作るのに十分な広さであった。そのため、兵糧攻めによって降伏させる事はできなかった。アレクサンドロスに降伏した近くの部族民が彼を最も立ち入りやすい場所に案内した。
プトレマイオス1世とアレクサンドロスの書記官であったミリナスは西を偵察し、防御柵と堀を強化した。彼らのアレクサンドロスへの狼煙はピルサルの守備隊に対しての警告でもあり、狼煙をみたアレクサンドロスは狭い渓谷の中で軍を再編成するための小論争に2日を費やした。脆弱な要塞の北部で、アレクサンドロスと投石機は深い渓谷のために進軍を停止した。攻城兵器を射程圏内まで運ぶために、渓谷の橋を作成するために大工を用いて土木工事を行い土手を建造した。初日の作業で包囲に50m近づいたが、渓谷の両側の急な傾斜のため作業の進行は遅かった。それにも関わらず3日目の終わりにアレクサンドロスと前衛たちは上から落石されて撃退された後、低い丘がピルサルの先端をつないだ。3日間の太鼓の音は最初の攻勢を撃退し、マケドニア軍が突然撤退したことを守備隊が祝賀しているを示していた。アレクサンドロスは自ら岩肌のロープを手繰り寄せて、上まで登った。アレクサンドロスは頂上を一掃し、レイン・フォックスによれば逃亡者を殺害し、アッリアノスによれば大虐殺を行った。
アオルノスの岩の攻略の後、アレクサンドロスは祭壇を築き、知恵と勝利の女神（アテナ）に捧げた。この戦いによってアレクサンドロスは自由にパンジャーブ地方に進出することが出来るようになり、彼の無敵の名声はインドにまで轟いたように思えた。この後にヒュダスペス河畔の戦いがアレクサンドロスを待ち受けていた。

## 場所の比定

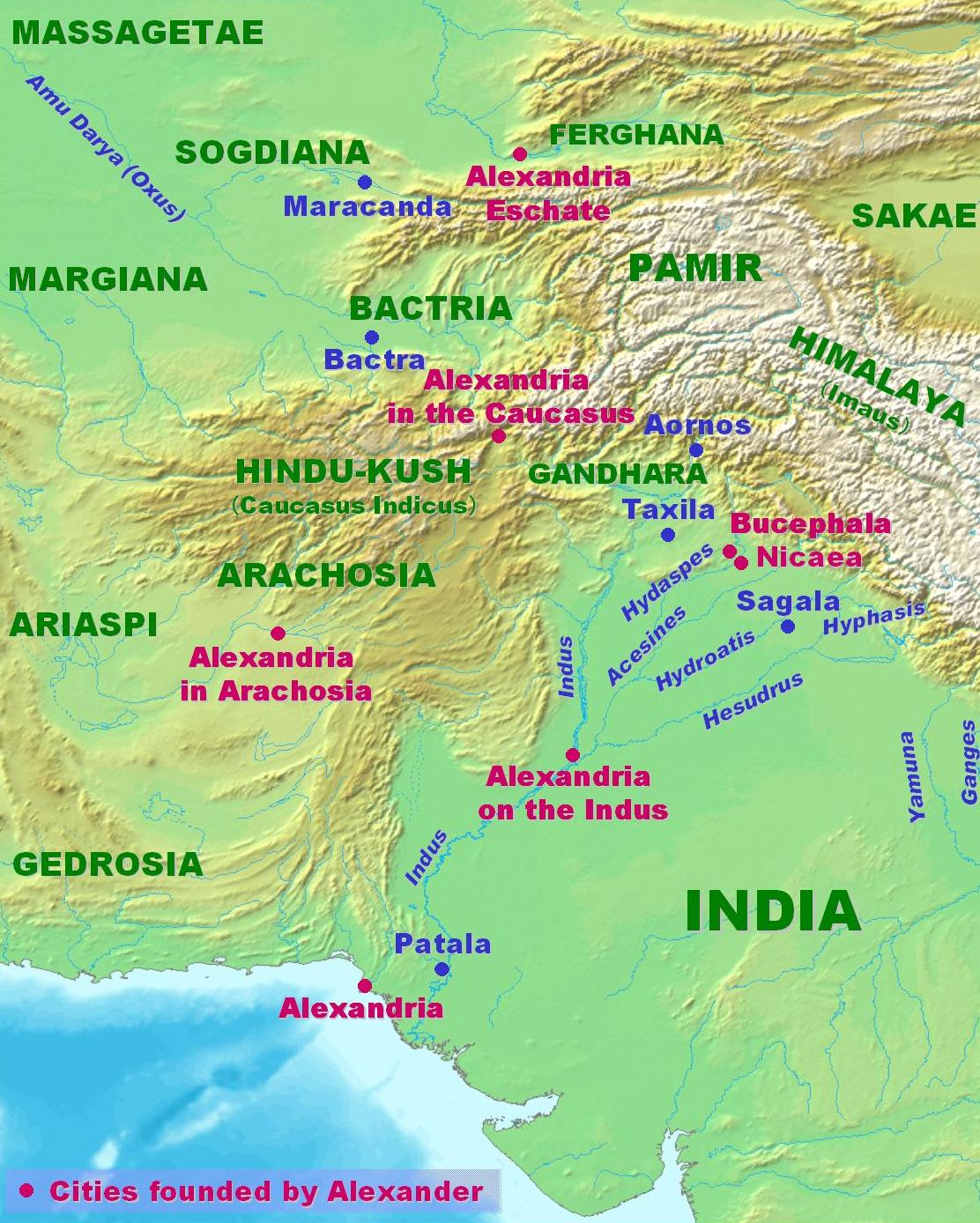
アオルノスはタキシラの北部のどこかに位置している

「アオルノス」は、現地の名称をギリシア語に翻訳した名称のようである。ストラボンの『地理誌』第15巻第1章によると、「あまりの高さに鳥でさえ上がれない場所」を意味する。「アオルノス」は、一説によればインド・イラン語派系の言語で「要塞化された場所」を意味する *awarana からの転訛である。
アオルノスの位置について、アッリアノスはインダス川の右岸にあったという程度の情報しか与えておらず、「バクトリアからインダス川へ至るルート上のどこか」にあったものと見られる。中央アジア探検家のオーレル・スタインは、アオルノスを現パキスタンハイバル・パフトゥンフワー州ターコト（34°45′N 72°55′E）のすぐ西にあるピールサル（Pīr-Sar）という山に比定した。この山は、高山の尾根筋に位置する険しい山であり、インダス川上流域の湾曲した渓谷に囲まれている。オーレル・スタインはピールサルを1926年に実地探検して大王の祭壇跡を発見したと主張した。これに対して、インド学者のジュゼッペ・トゥッチは、アオルノスを同州にあるイルム山の頂上に比定した。イルム山はヒンドゥー教の聖地である。